# Sorigny
Sorigny és un municipi francès, situat al departament de l'Indre i Loira i a la regió de Centre – Vall del Loira. L'any 2007 tenia 2.105 habitants.

## Demografia

### Població
El 2007 la població de fet de Sorigny era de 2.105 persones. Hi havia 768 famílies, de les quals 152 eren unipersonals (64 homes vivint sols i 88 dones vivint soles), 256 parelles sense fills, 316 parelles amb fills i 44 famílies monoparentals amb fills.
La població ha evolucionat segons el següent gràfic:
Habitants censats

### Habitatges
El 2007 hi havia 833 habitatges, 780 eren l'habitatge principal de la família, 14 eren segones residències i 39 estaven desocupats. 780 eren cases i 47 eren apartaments. Dels 780 habitatges principals, 604 estaven ocupats pels seus propietaris, 163 estaven llogats i ocupats pels llogaters i 13 estaven cedits a títol gratuït; 10 tenien una cambra, 32 en tenien dues, 118 en tenien tres, 199 en tenien quatre i 421 en tenien cinc o més. 613 habitatges disposaven pel capbaix d'una plaça de pàrquing. A 313 habitatges hi havia un automòbil i a 415 n'hi havia dos o més.

### Piràmide de població
La piràmide de població per edats i sexe el 2009 era:
| Homes | Edats   | Dones |
| ----- | ------- | ----- |
| 0     | 95 o +  | 0     |
| 0     | 90 a 94 | 4     |
| 16    | 85 a 89 | 4     |
| 0     | 80 a 84 | 12    |
| 12    | 75 a 79 | 16    |
| 52    | 70 a 74 | 60    |
| 40    | 65 a 69 | 36    |
| 68    | 60 a 64 | 52    |
| 52    | 55 a 59 | 56    |
| 40    | 50 a 54 | 56    |
| 48    | 45 a 49 | 60    |
| 76    | 40 a 44 | 52    |
| 96    | 35 a 39 | 100   |
| 84    | 30 a 34 | 88    |
| 76    | 25 a 29 | 52    |
| 44    | 20 a 24 | 24    |
| 56    | 15 a 19 | 60    |
| 80    | 10 a 14 | 84    |
| 68    | 5 a 9   | 92    |
| 60    | 0 a 4   | 36    |

## Economia
El 2007 la població en edat de treballar era de 1.396 persones, 1.068 eren actives i 328 eren inactives. De les 1.068 persones actives 1.008 estaven ocupades (569 homes i 439 dones) i 60 estaven aturades (29 homes i 31 dones). De les 328 persones inactives 109 estaven jubilades, 143 estaven estudiant i 76 estaven classificades com a «altres inactius».

### Ingressos
El 2009 a Sorigny hi havia 802 unitats fiscals que integraven 2.108 persones, la mediana anual d'ingressos fiscals per persona era de 18.921 €.

### Activitats econòmiques
Dels 120 establiments que hi havia el 2007, 1 era d'una empresa extractiva, 2 d'empreses alimentàries, 9 d'empreses de fabricació d'altres productes industrials, 33 d'empreses de construcció, 17 d'empreses de comerç i reparació d'automòbils, 11 d'empreses de transport, 6 d'empreses d'hostatgeria i restauració, 2 d'empreses d'informació i comunicació, 5 d'empreses financeres, 4 d'empreses immobiliàries, 15 d'empreses de serveis, 10 d'entitats de l'administració pública i 5 d'empreses classificades com a «altres activitats de serveis».
Dels 35 establiments de servei als particulars que hi havia el 2009, 1 era una oficina de correu, 2 tallers de reparació d'automòbils i de material agrícola, 1 taller d'inspecció tècnica de vehicles, 5 paletes, 5 guixaires pintors, 6 fusteries, 5 lampisteries, 4 electricistes, 2 empreses de construcció, 2 perruqueries, 1 agència de treball temporal i 1 restaurant.
Dels 5 establiments comercials que hi havia el 2009, 1 era un hipermercat, 1 un supermercat, 1 una botiga de menys de 120 m², 1 una fleca i 1 una joieria.
L'any 2000 a Sorigny hi havia 51 explotacions agrícoles que ocupaven un total de 2.752 hectàrees.

## Equipaments sanitaris i escolars
L'únic equipament sanitari que hi havia el 2009 era una farmàcia.
El 2009 hi havia 1 escola maternal i 1 escola elemental.

## Poblacions més properes
El següent diagrama mostra les poblacions més properes.